# Eva Magni

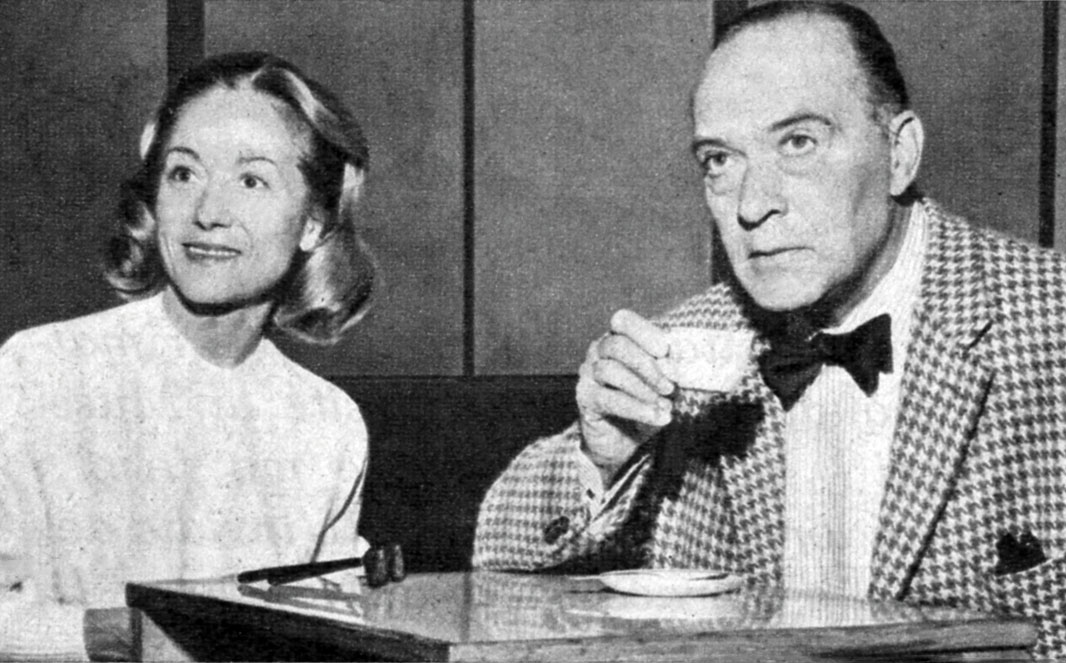
Eva Magni y Renzo Ricci en 1957

Eva Magni (28 de julio de 1909 – 11 de febrero de 2005) fue una actriz italiana de cine y teatro, activa desde 1926 hasta fines de los años 1970.

## Biografía
Nacida en Milán, Italia, en el seno de una familia de artistas, debutó profesionalmente en 1926, en la compañía teatral Teatro d'Arte di Roma, dirigida por Luigi Pirandello. Dos años más tarde se inició como primera actriz, en la compañía dirigida por Dario Niccodemi. Posteriormente formó parte del grupo de actores de variedades de los espectáculos Za-Bum, actuando en la comedia Broadway junto a Milly.
En 1933 fue Puck en El sueño de una noche de verano, de William Shakespeare, con dirección de Max Reinhardt e interpretaciones de Carlo Lombardi, Cele Abba, Giovanni Cimara, Nerio Bernardi, Rina Morelli, Sarah Ferrati, Cesare Bettarini, Armando Migliari, Ruggero Lupi, Luigi Almirante y Giuseppe Pierozzi, entre otros, siendo representada la obra en el Jardín de Bóboli, en Florencia.
Tras trabajar en las compañías lideradas por Memo Benassi,  Maria Melato y Laura Carli, en 1940 fue primera actriz en la formación de Renzo Ricci, con el cual inició una relación sentimental. La pareja se casó en diciembre de 1960, tras fallecer la primera esposa de Ricci, Margherita Bagni.
Una de las primeras actuaciones cinematográficas de Magni fue el papel de Lida Bonelli en Paprika (1933), bajo dirección de Carl Boese y con actuación de Vittorio De Sica. En la década de 1930 rodó otros seis filmes. Su octava película se estrenó en 1963, Il maestro di Vigevano, con dirección de Elio Petri e interpretaciones de Alberto Sordi y Claire Bloom, y en la misma encarnaba a la viuda Nanni.
También activa en  el medio radiofónico, en 1935 inició su colaboración con el Ente Italiano per le Audizioni Radiofoniche y, tras la guerra, con la RAI.
Magni se retiró de la actuación en 1978, tras fallecer Ricci. En los años 1990 fue a menudo invitada en el programa de Canale 5 Maurizio Costanzo Show.
Eva Magni falleció en su domicilio de Milán en 2005.

## Teatro
- Largo viaje hacia la noche[6]

## Radio
- La vita degli altri, deGuglielmo Zorzi, con Renzo Ricci, Carlo Cataneo, Giulia Lazzarini, Giuseppe Pagliarini y Sante Calogero, dirección de Anton Giulio Majano, 28 de noviembre de 1957.

## Filmografía
- Il presidente della Ba. Ce. Cre. Mi., de Gennaro Righelli (1933)
- La ragazza dal livido azzurro, de E. W. Emo (1933)
- La canzone del sole, de Max Neufeld (1933)
- Paprika, de Carl Boese (1933)
- Freccia d'oro, de Piero Ballerini y Corrado D'Errico (1935)
- Il serpente a sonagli, de Raffaello Matarazzo (1935)
- Lo smemorato, de Gennaro Righelli (1936)
- Il maestro di Vigevano, de Elio Petri (1963)